# Eusarcus
Eusarcus is een geslacht van hooiwagens uit de familie Gonyleptidae.
De wetenschappelijke naam Eusarcus is voor het eerst geldig gepubliceerd door Perty in 1833. 

## Soorten
Eusarcus omvat de volgende 30 soorten:
- Eusarcus aberrans
- Eusarcus aduncus
- Eusarcus antoninae
- Eusarcus argentinus
- Eusarcus armatus
- Eusarcus bifidus
- Eusarcus centromelos
- Eusarcus curvispinosus
- Eusarcus doriphorus
- Eusarcus dubius
- Eusarcus fulvus
- Eusarcus furcatus
- Eusarcus grumani
- Eusarcus guimaraensi
- Eusarcus hastatus
- Eusarcus incus
- Eusarcus insperatus
- Eusarcus maquinensis
- Eusarcus montis
- Eusarcus nigrimaculatus
- Eusarcus organensis
- Eusarcus oxyacanthus
- Eusarcus perpusillus
- Eusarcus pusillus
- Eusarcus schubarti
- Eusarcus spinimanus
- Eusarcus sulcatus
- Eusarcus teresincola
- Eusarcus tripos
- Eusarcus vervloeti